# Настола
Настола (фин. Nastola, швед. Nastola) је град у Финској, у јужном делу државе. Настола је трећи по величини и значају град округа Пејенска Тавастија, где он са окружењем чини истоимену општину Настола.

## Географија
Град Настола се налази у јужном делу Финске. Од главног града државе, Хелсинкија, град је удаљен 120 км северозападно.
Рељеф: Настола се сместио у унутрашњости Скандинавије, у историјској области Тавастија. Подручје града је равничарско до брежуљкасто, а надморска висина се креће око 125 м.
Клима у Настоли је континентална, али ипак блажа од већег (севернијег) дела државе. Зиме су оштре и дуге, а лета свежа.
Воде: Настола се развила поред језера Исо-Куканен.

## Становништво
Према процени из 2012. године у Настоли је живело 12.285 становника, док је број становника општине био 15.066.
| 1980. | 1990.  | 2000.  | 2012.  |
| ----- | ------ | ------ | ------ |
| -     | 12.189 | 12.056 | 12.285 |

Етнички и језички састав: Настола је одувек била претежно насељена Финцима. Последњих деценија, са јачањем усељавања у Финску, становништво града је постало шароликије. По последњим подацима преовлађују Финци (98,0%), присутни су и у веома малом броју Швеђани (0,3%), док су остало усељеници.